# 金山村 (京都府)
金山村（かなやまむら）は、京都府天田郡にあった村。現在の福知山市の北西部、国道176号の沿線にあたる。

## 地理
- 山岳：三岳山、赤石ヶ岳、天ヶ峰

## 歴史
- 1889年（明治22年）4月1日 - 町村制の施行により、下野条村・上野条村・行積村・長尾村・天座村の区域をもって発足。
- 1955年（昭和30年）4月1日 - 福知山市に編入。同日金山村廃止。

## 交通

### 道路
- 国道176号